# Maestrale (F 570)
La fregata missilistica Maestrale (F 570) è un'ex unità della Marina Militare italiana, capoclasse della classe omonima, costruita nel cantiere navale di Riva Trigoso, impostata sugli scali l'8 marzo 1978, varata il 2 febbraio 1981 e consegnata ufficialmente alla Marina Militare il 18 febbraio 1982. La cerimonia dell'ultimo ammainabandiera è stata celebrata presso l'Arsenale militare marittimo della Spezia, alla presenza del capo di stato maggiore della Marina Militare ammiraglio di squadra Giuseppe De Giorgi, il 15 dicembre del 2015.

## Servizio
Dopo essere entrata in servizio la nave è stata inquadrata nella 7ª Squadriglia fregate della 1ª Divisione Navale di base a La Spezia. La bandiera di combattimento è stata donata dal gruppo A.N.M.I. di Firenze il 5 febbraio 1983.
Nel marzo del 1984 nave Maestrale è stata sottoposta al primo tirocinio navale (TIRNAV), a cura del Centro Addestramento Aeronavale di Taranto (MARICENTADD), che ha certificato l'adeguatezza operativa della nave e le capacità del suo equipaggio, ricevendo la qualifica di combat ready. Da quel momento la nave ha iniziato un intenso periodo di attività addestrative, sia a carattere nazionale che in ambito NATO e nel contempo ha effettuato alcune crociere estive in varie aree del mondo, al fine di promuovere l'industria nazionale della Difesa all'estero, facendosì così carico del ruolo di Ambasciatore della cultura e della cantieristica italiana.
Il 25 novembre 1988 la fregata, ormeggiata a La Spezia, dove era rientrata da pochi giorni dopo aver preso parte ad una esercitazione, è stata teatro di una tragedia che è costata la vita al sergente elettricista Francesco Spanedda di 24 anni ed ha causato il ferimento di diversi membri dell'equipaggio. La tragedia è stata causata da una improvvisa fiammata che ha investito in pieno il sergente Francesco Spanedda, rimasto ustionato in tutto il corpo in maniera gravissima, mentre stava facendo delle verifiche nel locale Diesel Generatori di Prora situato sotto il ponte di sicurezza/delle paratie stagne quasi a centro/nave; la fire-ball cagionata dall'apertura del portello del locale per uscire in emergenza é salita sfogandosi per tutto il corridoio del ponte di sicurezza arrivando anche ai ponti superiori in tuga e passando attraverso la scaletta di accesso del Locale Diesel Generatori ha investito altri quattro militari che si trovavano in quel punto. La fiammata si è poi "esaurita" verso prora sul ponte di coperta dove un altro militare ha riportato ustioni..
Nel 1991 ha fatto parte dei gruppi navali impegnati nelle operazioni Golfo Persico 2, in supporto alle operazioni per la liberazione del Kuwait e lo sminamento del Golfo Persico. Nel corso della prima metà degli anni novanta ha preso parte alle operazioni Sharp Vigilance nel 1992, a Sharp Fence nel 1993 e a "Sharp Guard" nel 1994, queste ultime tre compiute nelle acque dell'Adriatico durante la campagna NATO in seguito alle guerre jugoslave.
La fregata ha partecipato a quasi tutte le operazioni della Marina Militare Italiana, a partire dalla campagna navale nell'Europa del nord nel 1997; altra attività è stata l'addestramento congiunto NATO “BOST” compiuto in Inghilterra sempre nel 1997.
Nel 2002 ha preso parte all'operazione Enduring Freedom, in supporto alle operazioni di contrasto al terrorismo internazionale e di controllo dei traffici mercantili nel Golfo Persico e nel 2003 all'operazione "Active Endeavour Strong Patrol", in supporto alle operazioni di contrasto al terrorismo internazionale e di controllo dei traffici mercantili nel Mar Mediterraneo, prendendo parte della forza navale permanente della NATO (STANAVFORMED) in operazioni di presenza e sorveglianza del Mediterraneo.
Nel 2005 nell'ambito dell'operazione Enduring Freedom ha preso parte all'operazione Resolute Behaviour, in supporto alla lotta al terrorismo internazionale e al contrasto dei traffici illeciti nel Golfo di Aden e nel Golfo Persico. Nel 2007 ha operato nel gruppo navale di reazione della NATO in attività di presenza e sorveglianza nel Mediterraneo.
Nel 2009 da aprile a settembre il Maestrale è stato impegnato in Oceano Indiano sotto la bandiera dell'Unione europea all'operazione Atalanta per il contrasto alla pirateria al largo delle coste della Somalia.
Il 5 maggio 2009, durante la sua attività di pattugliamento antipirateria al largo delle coste somale nell'ambito della EUNAVFOR (missione dell'Unione Europea ATALANTA), ha inseguito e dissuaso tramite il suo elicottero di bordo un barchino veloce che tentava l'abbordaggio della nave gasiera italiana Neverland; varie altre analoghe operazioni erano state effettuate nei giorni immediatamente precedenti a protezione di altre unità mercantili di vari paesi che navigavano nell'area.
Durante la stessa missione sono state scortate numerose navi del World Food Programme delle Nazioni Unite e della missione dell'Unione Africana impegnata a fornire aiuti umanitari alla popolazione somala. A seguito di questa operazione il Maestrale è stato insignito di un attestato di benemerenza rilasciato dall'Organizzazione Marittima Internazionale (IMO).
Nel 2012 in ambito SNMG2 da settembre a novembre ha preso parte ad Active Endeavour. Nel corso del 2013 e del 2014 ha preso parte all'Operazione Mare Nostrum a salvaguardia della vita umana in mare e contrasto al traffico illegale di esseri umani nel Canale di Sicilia.
Nel 2014 divenne di pubblico dominio la storia di David Grassi, ufficiale di servizio sulla nave che nel 2002 rifiutò di eseguire l'ordine di sversare in mare migliaia di litri di liquidi oleosi impartitogli dal suo comandante, pagando la sua onestà con l'accusa di insubordinazione e una condanna a 15 giorni di consegna, ma suscitando l'ammirazione di tantissimi concittadini.
La notizia giungeva alla ribalta delle cronache a seguito della sentenza del TAR della Regione Liguria nella quale si legge: "La sua condotta si era concretizzata, invece, in una ferma azione preventiva intesa ad evitare che potessero essere scaricati rifiuti in mare (sub specie di acque e oli di sentina della navigazione), anziché conferirli, come doveroso, presso gli impianti portuali di raccolta".
In vista del disarmo il 26 ottobre 2015, partendo da Chioggia ha iniziato la sua ultima navigazione, facendo tappa in diversi porti per salutare l'Italia, prima di far rientro a La Spezia e cessare definitivamente la sua vita operativa. Nel corso del viaggio la nave ha toccato i porti di Ortona, Trieste, Venezia, Ancona, Bari, Catania, Napoli, Gaeta, Civitavecchia e Livorno, prima del rientro a La Spezia il 7 dicembre.
Il 15 dicembre 2015, presso l'Arsenale militare marittimo della Spezia, banchina Scali, alla presenza del Capo di stato maggiore della Marina Militare Giuseppe De Giorgi e del Comandante del CINCNAV Ammiraglio di Squadra Filippo Maria Foffi, è avvenuta la cerimonia dell'ultimo ammainabandiera. La bandiera di combattimento di Nave Maestrale è stata deposta, come da tradizione, nel Sacrario delle bandiere presso l'Altare della patria.
La nave venne ufficialmente radiata nel 2018 e, da allora, classificata come "galleggiante" rimanendo ormeggiata a La Spezia. Nel 2024 viene avviato alla demolizione nei cantieri turchi di Aliağa.

## Storia
Precedentemente il nome Maestrale era stato dato ad un cacciatorpediniere della Regia Marina della classe Venti, costruito nei Cantieri Navali Riuniti nello stabilimento di Ancona, impostato nel 1931 e varato il 15 aprile 1934, terminò il suo allestimento il 2 settembre dello stesso anno. Nel corso del secondo conflitto mondiale il 9 gennaio 1943 la nave venne danneggiata da una mina e si trovava ancora in bacino a Genova all'armistizio dell'8 settembre. Non essendo in grado di prendere il mare e seguire il resto della squadra navale che andava a consegnarsi agli alleati a Malta, il 9 settembre, per non cadere in mano ai tedeschi la nave venne autoaffondata in bacino.